# Sabtang (Insel)
Sabtang ist die südlichste Insel der philippinischen Provinz Batanes, welche im Norden des Landes liegt. 
Die kleine Insel ist durch viele Eruptionen sehr bergig geformt. Im Südwesten der Insel ist die Küste sehr felsig und fällt steil ins Meer. Die Inselbevölkerung betrug 1678 Einwohner zum Stand der Volkszählung 2000.
Die Insel bildet mit zwei kleinen Nebeninseln im Westen (Ibuhos (Ivuhos, Ibahos) und Dequey) die Gemeinde Sabtang.
Die sechs Dörfer der Insel entsprechen den Baranggays der Gemeinde (Bevölkerung zur Volkszählung 2000 in Klammern). Größter Ort ist Sinakan im Nordosten der Insel.
- Chavayan (180) (Süden)
- Malakdang (285) (Norden)
- Nakanmuan (126) (Nordwesten)
- Savidug (210) (Osten)
- Sinakan (526) (Nordosten)
- Sumnanga (351) (Westen)